# بی بیچ (کالیفرنیا)
بی بیچ (به انگلیسی: Bee Rock) یک منطقهٔ مسکونی در ایالات متحده آمریکا است که در شهرستان سن لوییز اوبیسپو، کالیفرنیا واقع شده‌است. بی بیچ ۲۸۵٫۹۱ متر بالاتر از سطح دریا واقع شده‌است.